# Lichanggang
Lichanggang (kinesiska: 李昌港, 李昌港乡) är en socken i Kina. Den ligger i provinsen Hunan, i den södra delen av landet, omkring 83 kilometer nordväst om provinshuvudstaden Changsha.
Genomsnittlig årsnederbörd är 1 680 millimeter. Den regnigaste månaden är maj, med i genomsnitt 312 mm nederbörd, och den torraste är december, med 46 mm nederbörd.